# The Changing of Silas Warner
The Changing of Silas Warner é um filme dramático em curta-metragem dos Estados Unidos de 1911, estrelado por Maurice Costello e Mabel Normand.